# Friedensfolge

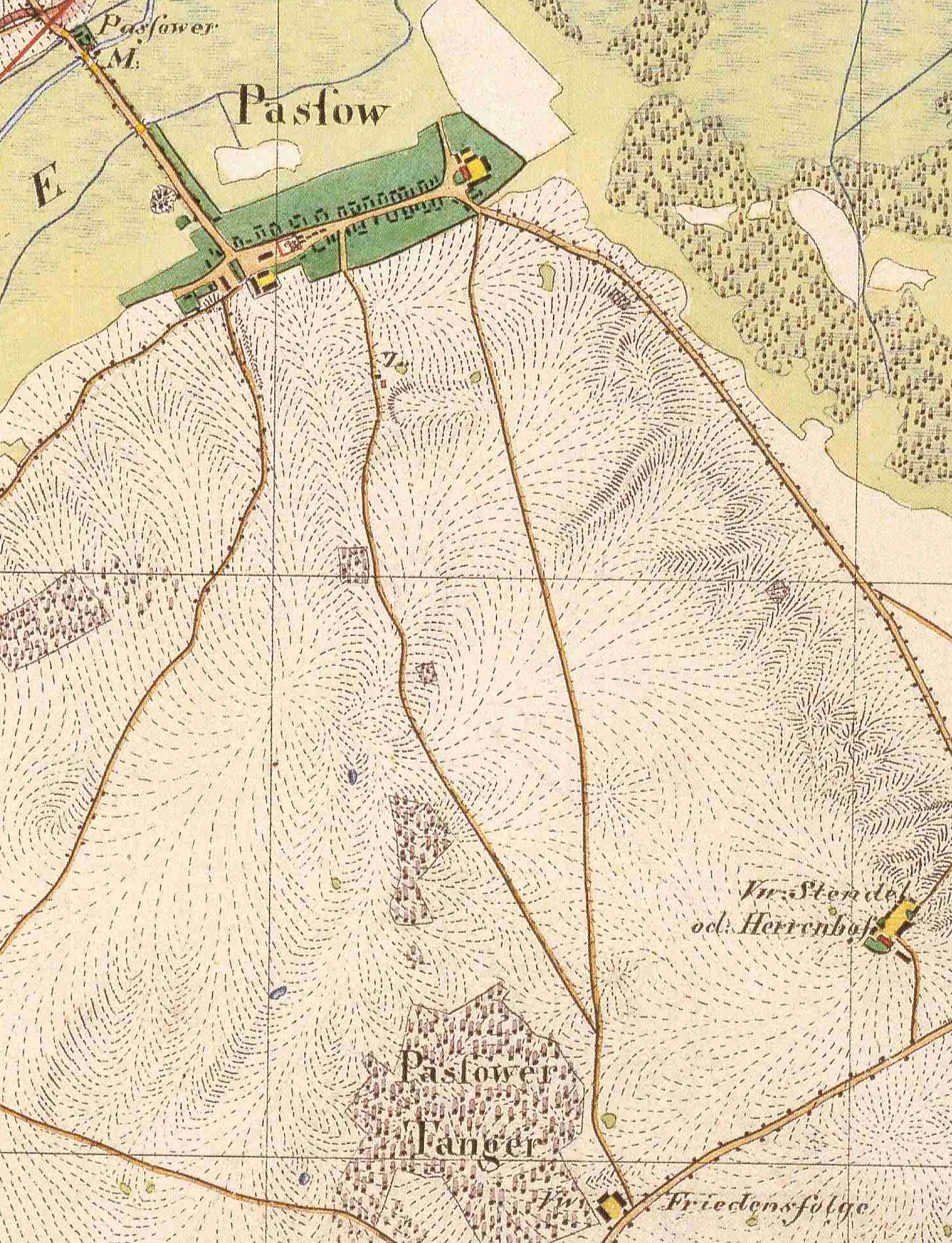
Das abgegangene Vorwerk Friedensfolge südsüdöstlich von Passow auf dem Urmesstischblatt 2850 von 1827

Friedensfolge war ein Vorwerk südsüdöstlich von Passow im Landkreis Uckermark (Brandenburg). Es wurde um/vor 1816 aufgebaut und ist wohl erst nach dem Zweiten Weltkrieg abgegangen.

## Lage
Das Vorwerk Friedensfolge lag südsüdöstlich von Passow bzw. südwestlich von Herrenhof bzw. nördlich von Hohenlandin. Von den Gebäuden haben sich oberirdisch keine Reste erhalten. Das Areal des früheren Vorwerks ist mit Büschen bewachsen (Lage hier ) und liegt heute im südlichen Zipfel der Gemarkung von Passow.

## Geschichte
Um/vor 1816 errichteten die von Di(e)ringshofen (auch Düringshofen) auf dem Rittergut Passow südlich von Passow, östlich von Schönermark und nördlich von Hohenlandin ein Vorwerk, das mit Genehmigung der Regierung in Potsdam den Namen Friedensfolge erhielt. Im Ortschafts=Verzeichniß des Regierungs=Bezirks Potsdam nach der neuesten Kreiseintheilung vom Jahre 1817 ist es bereits aufgelistet, aber noch ohne Einwohner. 1819 wird das Wohngebäude als Familienhaus mit vier Stuben beschrieben. Im Urmesstischblatt 2850 Passow von 1827 ist das Vorwerk Friedensfolge am Passower Tanger eingezeichnet.
Die Topographisch-statistische Uebersicht des Regierungs-Bezirks Potsdam und der Stadt Berlin von 1841 (Stand: 1840) verzeichnet hier ein Wohnhaus mit 12 Bewohnern. 1852 sind 14 Einwohner genannt. Für 1860 sind dann ein Wohnhaus und zwei Wirtschaftsgebäude genannt. Auf dem Vorwerk wohnten 12 Menschen. 1914 hieß der Besitzer Hauptmann a. D. Ludwig Christoph von Diringshofen. Nach dem Historischen Ortslexikon für Brandenburg Teil VIII Uckermark existierte das Vorwerk 1931 noch. Wann es abgegangen ist, ist nicht bekannt. Im letzten amtlich publizierten Güter-Adressbuch für die Provinz Brandenburg 1929 mit Stand vom Vorjahr 1928 wird das Vorwerk noch erwähnt, als Teil des Familienfideikommiss Passow. Als Verwalter agierte der Administrator A. Jaeger, Eigentümer war Wilhelm von Diringshofen.

## Besitzverhältnisse
Passow war seit Mitte des 18. Jahrhunderts im Vollbesitz der briefadeligen Familie von Diringshofen (auch Dieringshofen oder Düringshofen). Die Anlage des Vorwerks Friedensfolge erfolgte durch den Besitzer des Ritterguts in Passow Ludwig August von Diringshofen. Er war Kreisdeputierter und richtete später einen Familienfideikommiss ein. Nachfolgend entwickelte sich daraus ein konventionelles Allodgut.